# Dave Bautista
David Michael Bautista Jr. (Washington, D.C., 18 de janeiro de 1969) é um ator, fisiculturista, ex-lutador de MMA e ex-lutador de wrestling americano, mais conhecido pela sua passagem na WWE, onde lutou usando o nome Batista. Na empresa, ele conquistou quatro vezes o Campeonato Mundial dos Pesos-Pesados e duas vezes o Campeonato da WWE. Além disso, Batista conquistou o Campeonato Mundial de Duplas três vezes (duas com Ric Flair e uma com John Cena) e o Campeonato de Duplas da WWE uma vez (com Rey Mysterio). Ele também foi o vencedor do Royal Rumble 2005 e do Royal Rumble 2014 .
Após ser testado na Power Plant da World Championship Wrestling (WCW), Bautista foi contratado pela WWE (então conhecida como WWF) em 2000, sendo mandado para o território de desenvolvimento, Ohio Valley Wrestling (OVW), onde conquistou o Campeonato dos Pesos-Pesados da OVW.
Em agosto de 2012, Bautista assinou um contrato com a Classic Entertainment & Sports para lutar artes marciais mistas (MMA). Ele venceu sua primeira luta em 6 de outubro de 2012, derrotando Vince Lucero via TKO no primeiro round. Em dezembro de 2013, foi anunciado que Batista retornaria à WWE em janeiro de 2014, permanecendo nesta até junho do mesmo ano, quando se aposentou.
Dave também é conhecido por interpretar Drax, o Destruidor no Universo Cinematográfico Marvel. Além disso, fez uma participação em Blade Runner 2049, interpretando o replicante Sapper Morton.

## Vida inicial
Batista nasceu em Washington, D.C. Seu pai, David Michael Bautista, é filho de um imigrante filipino e sua mãe, Donna Raye Bautista, possui ascendência grega. Eventualmente, os dois se divorciaram. Seu avô paterno foi um militar, motorista de táxi e barbeiro.
Ele afirmou que vivia em uma vizinhança difícil, e, aos 9 anos, três assassinatos já haviam ocorrido em seu quintal. Aos 13, ele roubava carros. Aos 17, ele distanciou-se dos pais, mesmo admitindo, mais tarde, ser "orgulhoso dos pais" e que eles eram "bons, honestos e trabalhadores", tendo-lhe "ensinado o valor do trabalho". Batista se tornou segurança de boates até ser preso por uma briga, quando feriu dois chefes. Após o julgamento, Batista foi condenado a um ano em liberdade vigiada. Ele também trabalhou como salva-vidas, antes de tentar uma carreira no fisiculturismo. Ele credita este esporte por ter salvo sua vida.

## Carreira na luta profissional

### Treinamento
Bautista foi testado pela WCW Power Plant, mas teve sua contratação negada por Sgt. Buddy Lee Parker, que lhe disse que ele nunca se tornaria um lutador. Ele foi, então, a World Wrestling Federation (WWF), que o enviou para treinar na escola de Afa Anoa'i no Wild Samoan Training Centre.

### Ohio Valley Wrestling (2000-2002)
Ele fez sua estreia na Ohio Valley Wrestling em 2000 como Leviathan, imediatamente unindo-se a Synn. Como membros do grupo Disciples of Synn, ele manteve-se imbatível até o Christmas Chaos, quando foi derrotado por Kane com a ajuda de Stone Cold Steve Austin. Mais tarde, ele conquistou o Campeonato dos Pesos-Pesados da OVW de "The Machine" Doug Basham antes de perder o título para The Prototype. Alguns meses depois, Bautista deixou a OVW após ser promovido para a World Wrestling Entertainment (WWE).

### World Wrestling Entertainment / WWE (2002-2019)

#### Estreia e Evolution (2002-2005)
Bautista começou sua carreira na WWE em 9 de maio de 2002, no SmackDown!, como Deacon Batista, um assistente vilanesco de Reverend D-Von. Ele fez sua primeira luta aliando-se a D-Von contra Faarooq e Randy Orton, realizando o pinfall em Orton. Nas semanas seguintes, Orton tentou derrotar D-Von e Batista com diferentes parceiros, sendo derrotado em todas as ocasições. Batista foi derrotado pela primeira fez em uma luta contra Rikishi após D-Von socá-lo acidentalmente. Batista e D-Von discutiram nas semanas seguintes, o que culminou com Batista traindo D-Von. Após separar-se de D-Von, ele foi transferido para o Raw, sendo renomeado Dave Batista (ou simplesmente Batista), aliando-se a Ric Flair e mantendo uma rivalidade com Kane, quem derrotou no Armageddon.
Em janeiro de 2003, Batista aliou-se a Triple H, Ric Flair e Randy Orton para formar o grupo Evolution. Batista, no entanto, sofreu uma lesão em um evento não-televisionado do Raw, deixando as lutas pela maior parte de 2003. Durante o treinamento pós-lesão, Batista voltou a se lesionar. Batista retornou em 20 de outubro, interferindo em uma luta entre Bill Goldberg e Shawn Michaels, atacando o tornozelo de Goldberg com uma cadeira. Após o ataque, Triple H pagou Batista $100,000. No Raw de 10 de novembro, Goldberg derrotou Batista por desqualificação após interferência de Triple H.
No Armageddon, Batista participou de duas lutas; uma derrota para Shawn Michaels, e uma vitória em uma Tag Team Turmoil, conquistando o Campeonato Mundial de Duplas com Flair. Ao fim do evento, todos os membros da Evolution possuíam todos os títulos masculinos do Raw, com Triple H conquistando o Campeonato Mundial dos Pesos-Pesados e Randy Orton, o Campeonato Intercontinental. Flair e Batista perderam o título no Raw de 16 de fevereiro de 2004 para Booker T e Rob Van Dam. Mais tarde, eles reconquistaram o título por um curto período.
No Survivor Series, Triple H, Batista, Gene Snitsky e Edge foram derrotados por Maven, Chris Jericho, Chris Benoit e Randy Orton em uma luta de eliminação pelo controle do Raw no mês seguinte; os membros do time vencedor seriam Gerentes Gerais do Raw por uma semana cada. Nos próximos dois meses, a relação entre Batista e Triple H iria começar uma ruir. Após uma derrota para Chris Jericho, Triple H insultou Batista, que decidiu deixar o grupo. Mais tarde naqiela noite, os dois afirmaram que haviam mentido. Batista começou a agir como um mocinho nas semanas seguintes. Em um momento, ele mostrou-se enojado enquanto Flair e Triple H gabavam-se de ter humilhado Jim Ross, Danny Hodge e Stacy Keibler.
No início de 2005, Triple H percebeu que Batista poderia ser uma ameaça ao seu Campeonato Mundial dos Pesos-Pesados. Ele sugeriu que Batista não participasse da luta Royal Rumble, afirmando que seria egoísmo caso ele o fizesse. Batista participou e venceu a luta, ganhando o direito de uma luta por um título mundial no WrestleMania 21. Tentando persuadir Batista a desafiar o Campeão da WWE John "Bradshaw" Layfield, Triple H armou um plano para que uma limusine similar a de Layfield atropelasse Batista. Inicialmente, Batista queria confrontar JBL sozinho. Triple H insistiu que Evolution o acompanhasse, o salvando do atropelamento armado. Batista percebeu o plano e assinou um contrato para enfrentar Triple H pelo título no WrestleMania 21, deixando o grupo e tornando-se um mocinho.

#### Disputas e reinados como Campeão Mundial dos Pesos-Pesados (2005-2008)

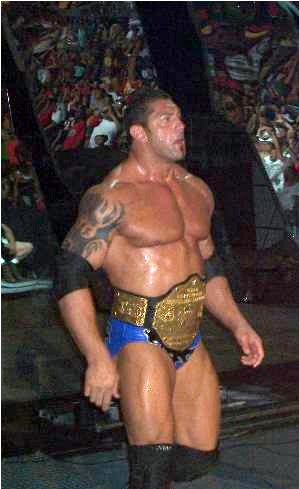
Batista em setembro de 2005 como Campeão Mundial dos Pesos-Pesados.

Batista conquistou o Campeonato Mundial dos Pesos-Pesados em 3 de abril, no WrestleMania 21. Batista venceu sua revanche com Triple H no Backlash. Após Batista defender seu título contra Edge, ele foi traído por Flair, que ajudou Triple H a espancar o campeão, desafiando Batista para uma luta Hell in a Cell no Vengeance. Batista venceu a luta e manteve o título.

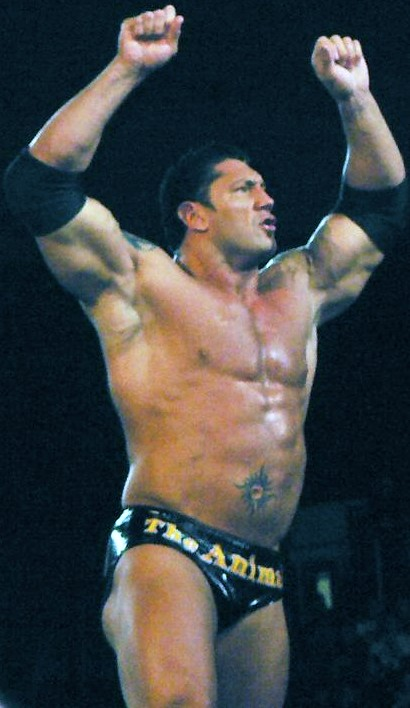
Batista em um evento do SmackDown! em Cincinnati, Ohio.

Em 30 de junho, Batista foi transferido para o SmackDown! como parte da WWE Draft Lottery; ele fez uma aparição surpresa enquanto JBL celebrava a conquista do novo Campeonato do SmackDown!. JBL derrotou Batista no The Great American Bash por desqualificação, após o árbitro ver Batista usar uma cadeira para atacar JBL. Os dois se enfrentaram no SummerSlam em uma luta No Holds Barred, que acabou com Batista derrotando JBL. A rivalidade terminou com uma luta Bull Rope vencida por Batista. Logo após manter o título em uma rivalidade com Eddie Guerrero, WWE.com noticiou que Batista havia sofrida uma lesão nas costas durante o SmackDown! de 11 de novembro, ao ser atacado por Kane e Big Show.
Batista liderou o time do SmackDown! contra o time do Raw em uma rivalidade interpromocional anterior ao Survivor Series. A rivalidade teve Kane e Big Show atacando Batista diversas vezes para explicar sua lesão. Batista ajudou seu time a vencer a luta entre os dois times no Survivor Series. Após Batista salvar Rey Mysterio de Big Show e Kane, foi anunciado que ele e Mysterio enfrentariam Kane e Show no Armageddon.
No SmackDown! de 16 de dezembro, Batista e Mysterio derrotaram os Campeões de Duplas da WWE MNM para ganhar o título, dedicando a luta a Eddie Guerrero, com a luta no Armageddon se tornando uma luta entre campeões, com Rey e Batista sendo derrotados. No SmackDown! de duas semanas depois, Mark Henry ajudou MNM a derrotar Batista e Mysterio para reconquistar o título. Durante a interferência, Henry atacou Batista, lhe aplicando seu World's Strongest Slam. Em uma nova luta, em uma jaula de ferro, Henry voltou a atacar Batista. Em 9 de janeiro, WWE.com anunciou que Batista lesionara seu tríceps durante uma luta com Henry em um evento em 6 de janeiro. Pela lesão, Batista foi forçado a deixar o Campeonato Mundial dos Pesos-Pesados vago. Em seu livo, Batista Unleashed, Batista afirmou que Henry foi o culpado por sua lesão. Batista passou por uma cirurgia no braço em 12 de janeiro.

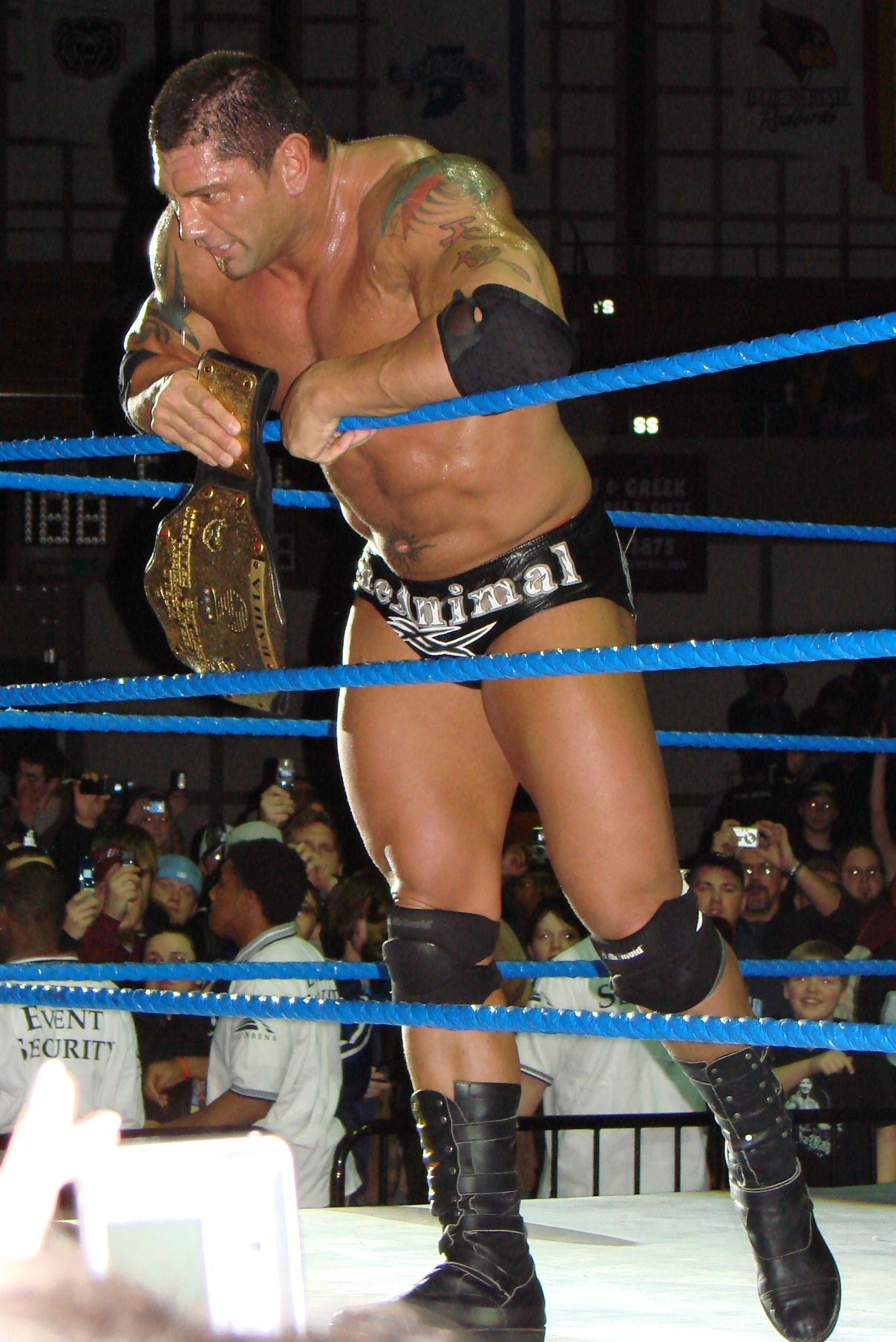
Batista seu segundo reinado com o Campeonato Mundial dos Pesos-Pesados.

Batista fez uma aparição no No Way Out, dizendo à plateia que reconquistaria o Campeonato Mundial dos Pesos-Pesados tão logo seu braço estivesse curado. No WrestleMania 22, ele interrompeu uma entrevista de Randy Orton, dizendo que ele reconquistaria o título até o WrestleMania 23. Batista fez seu retorno oficial no SmackDown! de 7 de julho, imediatamente começando uma rivalidade com Mark Henry. No Saturday Night's Main Event, Batista venceu uma luta de trios com Rey Mysterio e Bobby Lashley, derrotando King Booker, Finlay e Mark Henry. Henry se lesionou, cancelando o combate entre os dois no The Great American Bash.
Mr. Kennedy substituiu Henry no evento. Batista perdeu a luta por desqualificação após se recusar a obedecer o árbitro e parar de atacar Kennedy. Batista foi novamente derrotado por Kennedy no SmackDown! seguinte, por contagem, antes de derrotar Kennedy no SmackDown! de 4 de agosto.
Nesta época, Batista tentou reconquistar um título mundial, enfrentando Big Show por seu Campeonato Mundial da ECW na ECW, e King Booker pelo Campeonato Mundial dos Pesos-Pesados no SummerSlam e no SmackDown!. Batista venceu a luta no SummerSlam por desqualificação, o que resultou em Booker mantendo o título. No SmackDown! semanas depois, Booker manteve o título com a ajuda da sua Corte. Batista permaneceu um desafiante pelo título, enfrentando Booker em diversas ocasiões, bem como Finlay, antes de finalmente derrotar Booker pelo título no Survivor Series. Ironically, the win occurred at the same arena where he surrendered the title in January.
No WrestleMania 23, Batista perdeu o título para The Undertaker. Eles continuaram a rivalidade em uma luta Last Man Standing no Backlash e em uma luta em uma jaula de aço no SmackDown! de 11 de maio: ambas as lutas acabaram em empate, com Undertaker mantendo o título. Após a luta na jaula, Edge derrotou The Undertaker pelo título, ao utilizar seu contrato Money in the Bank. Mais tarde, Batista desafiou e foi derrotado Edge no Judgment Day, One Night Stand (em uma jaula), e Vengeance: Night of Champions. Ao ser derrotado no Vengeance, como estipulação, Batista não poderia ter mais lutas pelo título enquanto Edge fosse campeão.
Batista aceitou um desafio de The Great Khali no The Great American Bash. Edge abandonou o título por conta de uma lesão e Khali tornou-se o campeão ao vencer uma Battle Royal ao eliminar Batista. Kane, o oponente inicial de Edge, enfrentou Khali e Batista no The Great American Bash, com Khali vencendo. Batista derrotou Khali por desqualificação no SummerSlam, após Khali usar uma cadeira. Depois de oito tentativas, Batista reconquistou o Campeonato Mundial dos Pesos-Pesados ao derrotar Khali e Rey Mysterio no Unforgiven. Ele reteve o título ao derrotar Khali em uma luta em uma Punjabi Prison no No Mercy.
Após o retorno de The Undertaker no Unforgiven, os dois retomaram sua rivalidade no Cyber Sunday, em uma luta com Stone Cold Steve Austin como árbitro. Batista venceu após aplicar duas Batista Bombs. Eles se enfrentaram novamente em uma luta Hell in a Cell no Survivor Series, durante a qual Edge atacou Undertaker, fazendo Batista manter o título. No Armageddon, Edge derrotou Batista e Undertaker para conquistar o Campeonato Mundial dos Pesos-Pesados.

#### Diversas rivalidades (2008-2009)

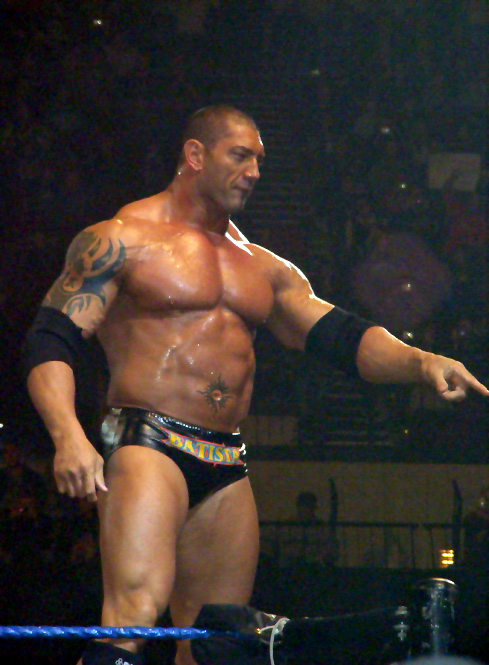
Batista em um evento do Smackdown! ao vivo.

Batista apareceu no Royal Rumble e foi eliminado por Triple H. No No Way Out, ele participou da Elimination Chamber do SmackDown, eliminando Big Daddy V antes de ser eliminado por The Undertaker. No WrestleMania XXIV, Batista derrotou Umaga em um combate interpromocional. Após Shawn Michaels derrotar Ric Flair no mesmo evento, Batista começou uma rivalidade com Michaels, o chamando de egoísta. Os dois se enfrentaram no Backlash com Chris Jericho como árbitro. Michaels após fingir uma lesão no joelho e aplicar um Sweet Chin Music em Batista. Batista derrotou Michaels no One Night Stand em uma luta de macas, acabando a rivalidade.
Em 23 de junho, Batista foi transferido do SmackDown para o Raw durante o Draft de 2008. Batista ganhou o Campeonato Mundial de Duplas pela terceira vez em 4 de agosto, no Raw, ao derrotar Cody Rhodes e Ted DiBiase com John Cena pelo título, perdendo o título no Raw da semana seguinte para Rhodes e DiBiase. Batista derrotou Cena no SummerSlam.
No Cyber Sunday, Batista derrotou Chris Jericho para conquistar seu quarto Campeonato Mundial dos Pesos-Pesados em uma luta com Stone Cold Steve Austin como árbitro. O reinado de Batista durou apenas oito dias, com ele perdendo o título para Jericho em uma luta em uma jaula de ferro no Raw.
Batista começou uma rivalidade com seu ex-parceiro da Evolution, Randy Orton; no Survivor Series, Batista liderou um time que consistia dele, CM Punk, Kofi Kingston, Matt Hardy e R-Truth para enfrentar o time de Randy Orton, Shelton Benjamin, William Regal, Cody Rhodes e Mark Henry. Batista foi eliminado do combate por Orton, cujo time venceu o combate. A rivalidade continuou no Armageddon, onde Batista derrotou Orton. No Raw de 15 de dezembro, Batista foi colocado em uma luta 2-contra-3, com Cena, contra The Legacy. Durante a luta, Orton chutou a cabeça de Batista, na história, o lesionando. Foi anunciado no website da WWE que Batista fez uma cirurgia para reparar uma lesão no tendão do jarrete. A lesão ocorreu no SummerSlam, na mesma luta em que John Cena lesionou seu pescoço.

#### Campeão da WWE e aposentadoria (2009-2010)

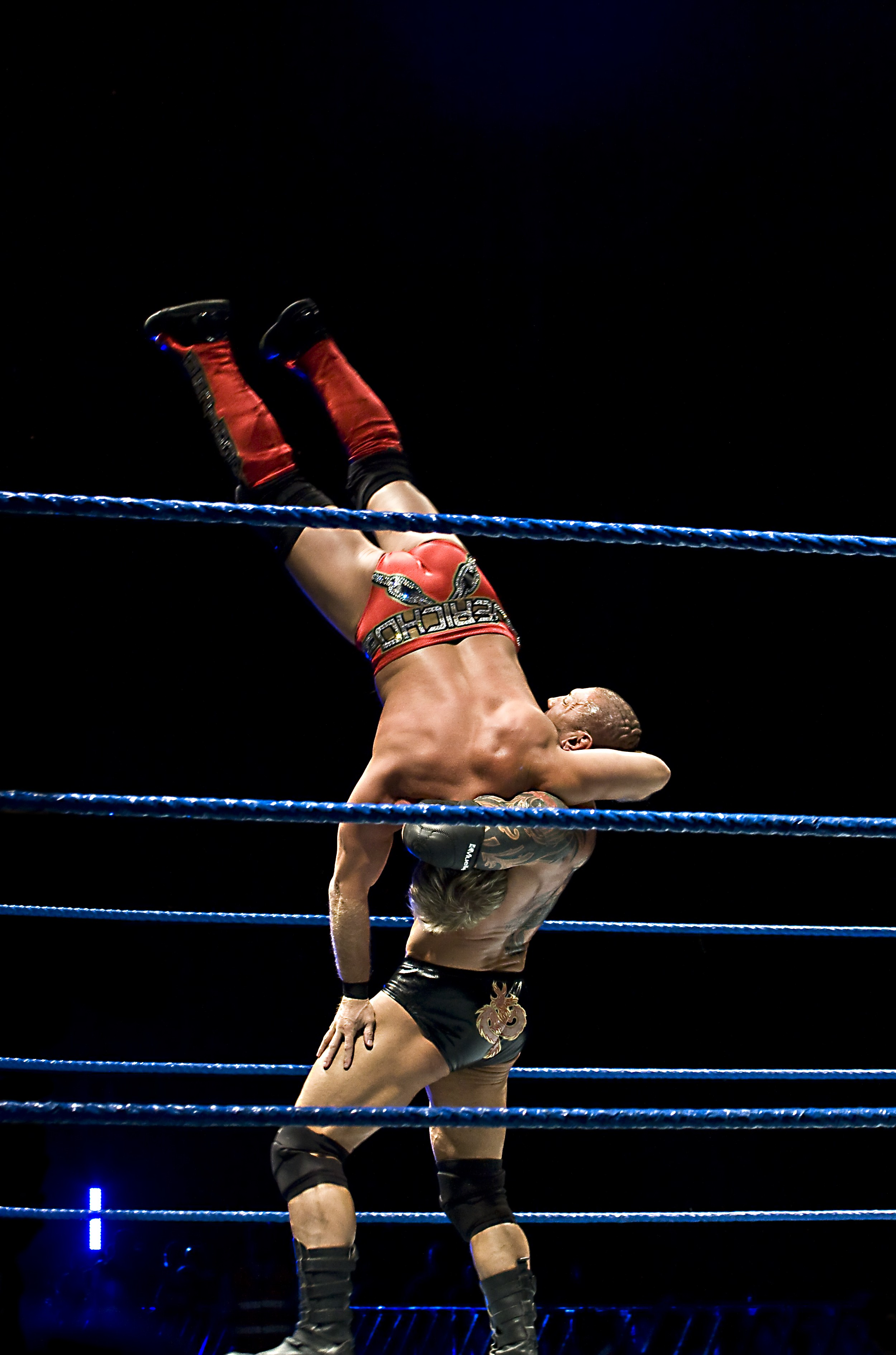
Batista aplicando um suplex em Chris Jericho em setembro de 2009.

Batista retornou no Raw de 6 de abril para salvar Triple H, Shane e Vince McMahon do Legacy. Vince McMahon, então, anunciou que Batista tomaria seu lugar no Backlash, aliando-se a Shane e ao Campeão da WWE Triple H para enfrentar o Legacy. Durante a luta, Batista tentou usar uma cadeira, mas Triple H tentou pará-lo para evitar uma desqualificação. A distração custou o título de Triple H à Randy Orton. No Raw seguinte, Batista derrotou Big Show após uma distração de John Cena, tornando-se o desafiante pelo Campeonato da WWE no Judgment Day. Batista derrotaria Orton em uma revanche no Extreme Rules em uma luta em uma jaula de ferro para conquistar o Campeonato da WWE. No entanto, no Raw de 8 de junho, Batista deixou o título vago após um ataque de Orton e Legacy, que causou-lhe uma lesão no bíceps.
Foi anunciado que Batista faria um anúncio sobre sua carreira no Raw de 14 de setembro. Durante o episódio, Batista, ainda com o braço em uma tala, começou seu anúncio, sendo interrompido por Orton, que passou a zombar-lhe por pensar que ele falava sobre o fim de sua carreira. Batista, então, retirou sua tala, revelando que havia fingido ainda estar lesionado para atacar Orton e anunciar que iria se transferir para o SmackDown. Naquela noite, Batista derrotou Orton em uma luta No Holds Barred.
Batista derrotou Chris Jericho em sua primeira luta no SmackDown em 18 de setembro; na semana seguinte, ele derrotou o parceiro de Jericho, Big Show. Essas vitórias culminaram em uma luta de duplas contra Jerishow com Rey Mysterio como seu parceiro no WWE Hell in a Cell pelo Campeonato Unificado de Duplas da WWE, com Jerishow vencendo. Após conquistar uma vaga na luta de quatro lutadores pelo Campeonato Mundial dos Pesos-Pesados no Bragging Rights, Batista tornou-se um vilão ao ataca Mysterio após culpá-lo por perder a luta. Após diversos combates com Mysterio durante dezembro, Batista se tornaria o desafiante pelo Campeonato Mundial dos Pesos-Pesados de The Undertaker no TLC: Tables, Ladders & Chairs. No evento, Batista venceria a luta após um movimento ilegal. Como resultado, o Gerente Geral do SmackDown Theodore Long reverteu o resultado da luta e reiniciou o combate. The Undertaker venceria a nova luta.

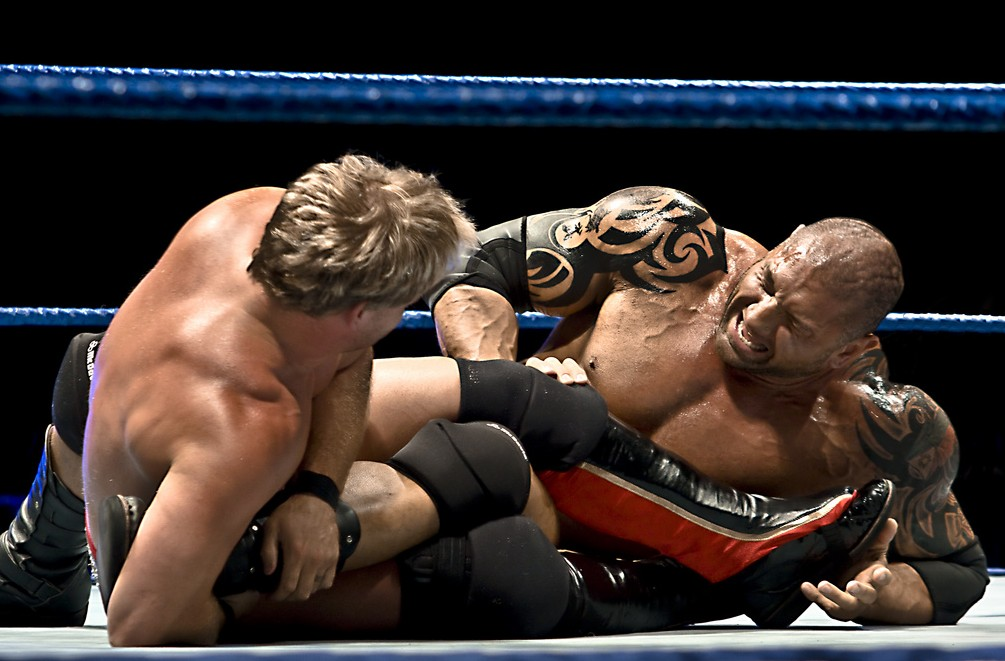
Chris Jericho aplicando um movimento de submissão em Batista.

Batista, então, se envolveu na rivalidade entre o Presidente da WWE Vince McMahon e Bret Hart em fevereiro de 2010 ao ajudar McMahon a atacar Hart. John Cena tentaria ajudar Hart, apenas para ser atacado por Batista. No Elimination Chamber, como retribuição por Batista ter atacado Hart, McMahon permitiu que ele enfrentasse Cena pelo Campeonato da WWE logo após este vencer uma Elimination Chamber. Batista venceria a luta para ganhar seu segundo Campeonato da WWE, retornando ao Raw. No WrestleMania XXVI, Batista perderia o título para John Cena. Batista foi derrotado em uma revanche no Extreme Rules, em uma luta Last Man Standing, que acabou com Cena usando fita adesiva para manter Batista no chão. No Over the Limit, ele teve uma nova chance pelo título, em uma luta "I Quit", sendo novamente derrotado. No Raw de 24 de maio, Batista foi ao ringue em uma cadeira de rodas, pedindo demissão após o Gerente Geral Bret Hart tentar obrigá-lo a enfrentar Orton por uma nova chance pelo título de Cena. Batista afirmou em entrevista que não gostava da direção criativa tomada pela WWE e que não retornaria à companhia. Em outra entrevista em 2012, Batista afirmou que planejava retornar a WWE.

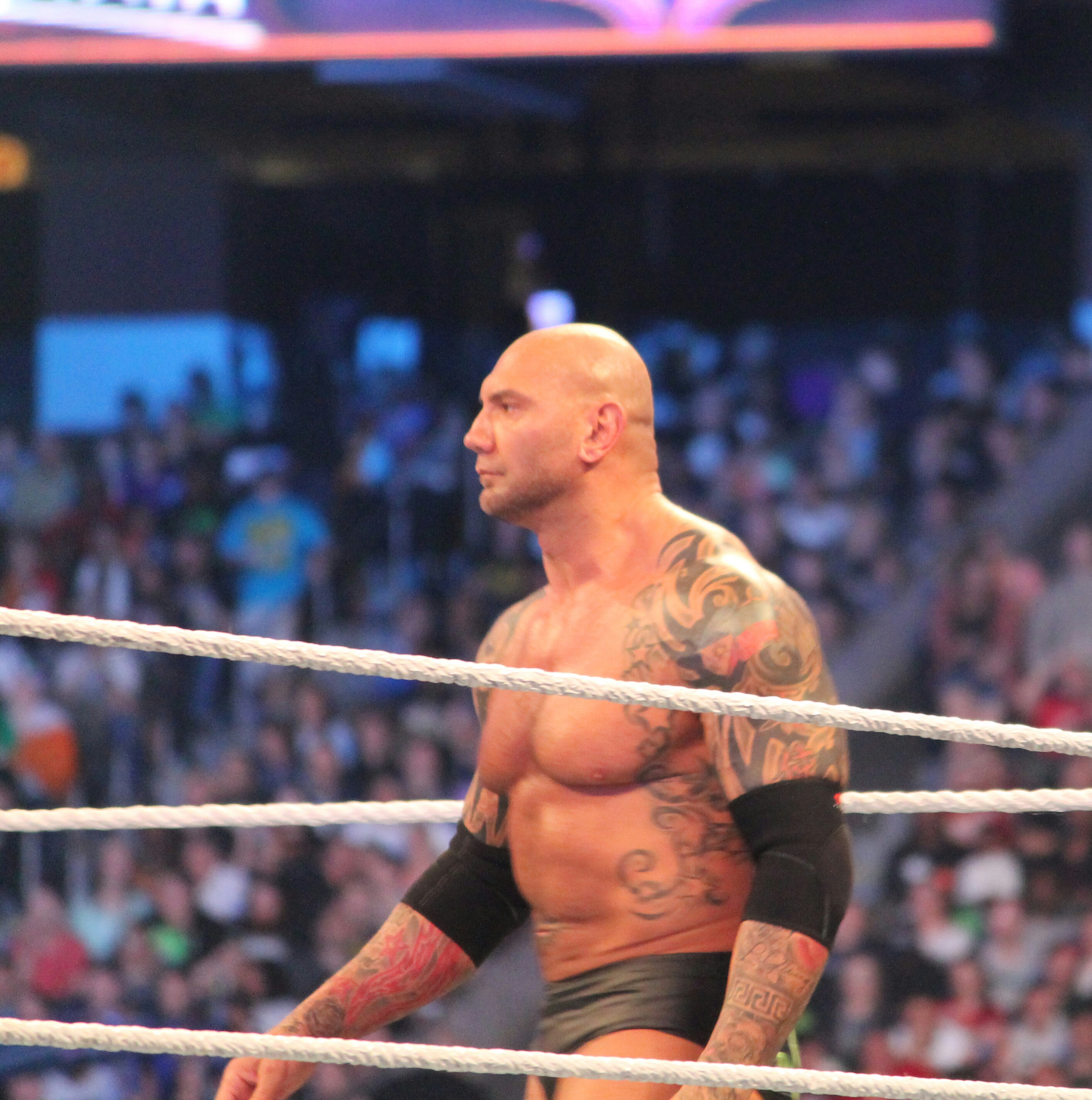
Batista durante a luta principal da WrestleMania XXX.

#### Retorno para a WWE, volta da Evolution (2014)
No Raw de 23 de dezembro, um vídeo promocional anunciou o retorno de Batista à WWE em 20 de janeiro de 2014. Batista foi o primeiro lutador anunciado como participante do Royal Rumble de 2014. Ao retornar, Batista confrontou Randy Orton, afirmando querer o Campeonato Mundial dos Pesos-Pesados da WWE e aplicando um Batista Bomb em Alberto Del Rio, quem havia feito comentários contra Batista. Batista entrou na Rumble com o número 28, e venceu ao eliminar por último Roman Reigns, além de se tornar o quinto wrestler a vencer dois Royal Rumbles. Durante a Rumble, o público vaiou Batista e começou a apoiar Roman Reigns (que era vilão), além de gritar o nome de Daniel Bryan. O público continuou a vaiar Batista após o mesmo eliminar Reigns. Após o show sair do ar, Batista zombou Bryan e apontou seu dedo do meio para o público. Em 3 de fevereiro na edição do Raw, Batista foi confrontado e agredido por Alberto Del Rio, antes de persegui-lo. Batista revidou o ataque de Del Rio na semana seguinte, atacando o mesmo com um powerbomb através da mesa dos comentaristas.

## Artes marciais mistas (MMA) (2011)

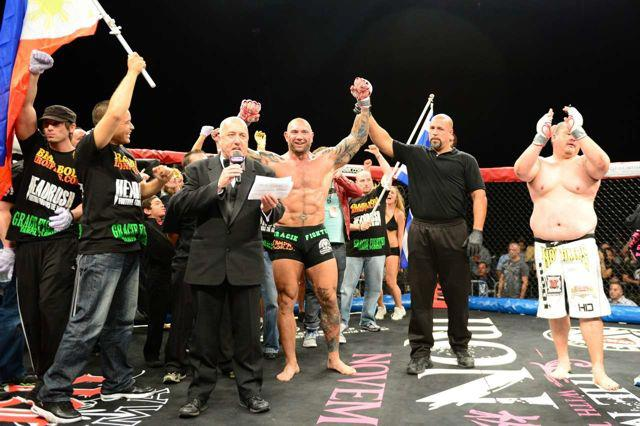
Dave Bautista após sua primeira vitória no MMA.

Após deixar a WWE, Batista foi ao Strikeforce: Los Angeles em 16 de junho de 2010, tendo mostrado anteriormente interesse em competir em lutas de artes marciais mistas. Em 21 de junho de 2010, Bautista anunciou ao TMZ.com que começaria uma carreira no MMA.
Batista anunciou que ele e Strikeforce haviam concordado em um preço e estavam negociando um contrato. No entanto, em abril de 2011, Batista anunciou ao TMZ que as negociações se encerraram quando a Strikeforce foi comprada pela Zuffa, LLC.
Batista iria realizar sua primeira luta contra Rashid Evans em 6 de outubro de 2012, no Classic Entertainment and Sports: Real Pain em Providence, Rhode Island. No entanto, em 1 de outubro de 2012, foi anunciado que Evans havia sido mandado de volta para a cadeia. Ele foi substituído pelo veterano Vince Lucero. Bautista venceria a luta por nocaute técnico (TKO) aos  4:05 do primeiro round.

### Cartel
| Cartel no MMA   |           |           |
| 1 luta          | 1 vitória | 0 derrota |
| Por nocaute     | 1         | 0         |
| Por finalização | 0         | 0         |
| Por decisão     | 0         | 0         |

| Res.    | Cartel | Oponente     | Método      | Evento                       | Data                 | Round | Tempo | Local                                    | Notas |
| ------- | ------ | ------------ | ----------- | ---------------------------- | -------------------- | ----- | ----- | ---------------------------------------- | ----- |
| Vitória | 1–0    | Vince Lucero | TKO (socos) | CES MMA: Bautista vs. Lucero | 6 de outubro de 2012 | 1     | 4:05  | Providence, Rhode Island, Estados Unidos |       |

## Outras mídias

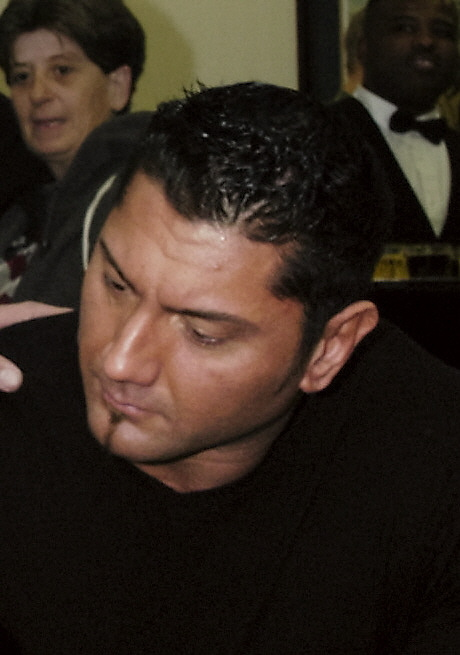
Dave Batista em 2004.

Além de luta profissional, Batista participou de diversos comerciais e estampou diversas capas de revistas. Ele foi mostrado dançando break em um comercial do WWE SummerSlam em 2004. Ele foi capa da revista Flex de abril de 2005 e Muscle & Fitness de setembro de 2008.
Batista atuou em diversos programas de televisão como si mesmo e como o personagem Batista. Ele participou do oitavo episódio da sexta temporada da série Smallville; ele interpretou um alien chamado Aldar, que escapou da Zona Fantasma, que sugava os ossos de pessoas como divertimento. Com John Cena e Ashley Massaro, Batista apareceu no Extreme Makeover: Home Edition em janeiro de 2007, dando às crianças da família cuja casa foi reformada produtos da WWE e ingressos para o WrestleMania 23.
Durante a semana de 5 de novembro de 2007, ele participou do Family Feud com vários outros lutadores da WWE. Em 7 de setembro de 2008, ele participou de um episódio de Iron Chef America como um dos jurados, com caracóis como um dos ingredientes-tema. Batista, com Candice Michelle, Shelton Benjamin e Josh Mathews, representaram a WWE na Convenção Nacional Democrata de 2008. Batista participou do MTV Cribs, mostrando sua casa e carros.
Em 2 de maio de 2009, ele acompanhou o boxeador filipino Manny Pacquiao em sua luta contra o britânico Ricky Hatton, vencida por Pacquiao.
Em junho de 2009, Batista fez uma participação especial na noela Neighbours. Em 2010, ele participou da série Chuck Ele também participou de Relative Strangers.
Batista trabalhou com Rob Van Dam, Marrese Crump e Ja Rule no filme Wrong Side of Town.
Dave Batista teve seu primeiro DVD biográfico lançado pela WWE, com o nome "Batista: I Walk Alone." Foi lançado em 20 de outubro de 2009.
Em agosto de 2010, Bautista, com The South of France Spa Naturals e Monday Night Mayhem lançaram um vídeo para angariar recursos para o Ovarian Cancer Research Project. No vídeo, Bautista aparecia em diversos locais com sua amiga Imani Lee, sua treinadora Marrese Crump, sua filha Athena e sua ex-esposa Angie, quem batalhava contra o câncer de ovário.
Bautista aparece como o vilão "Brass Body" no filme The Man with the Iron Fists, da Universal Studios. Em março de 2013, Bautista foi contratado para interpretar Drax o Destruidor no filme de 2014 da Marvel Studios, Guardians of the Galaxy.

### Filmografia
| Ano  | Título                                      | Papel                    | Notas      |
| ---- | ------------------------------------------- | ------------------------ | ---------- |
| 2006 | Relative Strangers                          | Figuração                | Home-vídeo |
| 2009 | My Son, My Son, What Have Ye Done?          | Oficial de Policia       | Home-vídeo |
| 2010 | O Alvo Final                                | Big Ronnie 'B.R.'        | Home-vídeo |
| 2010 | Chuck (série)                               | Membro equipe de ladrões | Home-vídeo |
| 2011 | House of the Rising Sun                     | Ray                      | Home-vídeo |
| 2012 | The Scorpion King 3: Battle for Redemption  | Argomael                 |            |
| 2012 | The Man with the Iron Fists                 | Brass Body               |            |
| 2013 | Riddick                                     | Diaz                     |            |
| 2014 | Guardians of the Galaxy                     | Drax o Destruidor        |            |
| 2015 | Spectre                                     | Sr. Hinx                 |            |
| 2016 | O Portal do Guerreiro                       | Arun, o Cruel            |            |
| 2017 | Guardians of the Galaxy Vol. 2              | Drax, o Destruidor       |            |
| 2017 | Blade Runner 2049                           | Sapper Morton            |            |
| 2018 | Avengers: Infinity War                      | Drax, o Destruidor       |            |
| 2018 | Hotel Artemis                               | Everest                  |            |
| 2018 | Escape Plan 2: Hades                        | Trent DeRosa             |            |
| 2018 | Master Z: The Ip Man Legacy                 | Owen Davidson            |            |
| 2019 | Avengers: Endgame                           | Drax, o Destruidor       |            |
| 2019 | Escape Plan 3 - The Extractors              | Trent DeRosa             |            |
| 2019 | Stuber                                      | Victor "Vic" Manning     |            |
| 2020 | My Spy                                      | J J                      |            |
| 2021 | Army of the Dead                            | Scott Ward               |            |
| 2021 | Dune                                        | Glossu Rabban            |            |
| 2022 | The Guardians of the Galaxy Holiday Special | Drax, o Destruidor       |            |
| 2022 | Glass Onion: A Knives Out Mystery           | Duke                     |            |
| 2023 | Guardians of the Galaxy 3                   | Drax, O Destruidor       |            |
| 2023 | Knock at the Cabin                          | Leonard                  |            |
| 2024 | Dune: Part Two                              | Glossu Rabban            |            |
| 2024 | The Killer's Game                           | Joe Flood                |            |

## Controvérsias
Em 2005, Batista concedeu duas entrevistas controversas ao tabloide inglês The Sun. Na primeira, Batista, então lutando na divisão Raw, criticou o SmackDown!, dizendo "Eu assisti as gravações ao vivo e parece que muitos dos caras não poderiam se importar menos. Falta paixão e orgulho. Existem caras nos dois programas que são preguiçosos, que não podem se importam menos e não mostram nenhuma dedicação." Na segunda entrevista, Batista afirmou que a primeira entrevista havia deixado bravos membros do SmackDown! e Vince McMahon.
| “ | Ah, sim... muito bravos! Ouvi palestras de Vince McMahon, The Undertaker. Eu tinha bons amigos que me traíram. Bem, eu pensava que eles eram bons amigos. Alguns não estão mais na companhia. Mas eu falei do meu coração e ainda sinto aquilo hoje. Talvez eu tenha escolhido o lado errado para dar minha opinião, mas falei a verdade. Quando tivemos aquela discussão, estávamos falando da disputa entre Raw e SmackDown!. Eu não mencionei ninguém do Raw, mas existem pessoas no Raw por quem eu sinto a mesma coisa – que são totalmente preguiçosos, sem paixão e que não deveriam estar lá. O mesmo acontece agora. Estou colocando os pés na boca novamente, mas ainda acho que existem caras em ambos os programas que são preguiçosos, não podiam se importar menos e não são dedicados. Mas nós estamos cortando estes caras aos poucos. Eu quero que todos na companhia trabalhem tão duro quanto eu, Triple H e The Undertaker. Eu quero que eles demitam aqueles que não têm a paixão pelo negócio e pela companhia. Eu não quero que eles sejam parte do meu programa. Alguns caras que deveriam estar fora da companhia ainda têm oportunidade de brilhar, e são eles que devem pegar o touro pelos chifres e mostrar que querem estar lá. E existem alguns caras, como Christian, que estão morrendo para ter uma chance. Eu sou um grande fã do Christian. Eu gosto de todos os aspectos do seu trabalho, os fãs gostam e apreciam, ele tem uma ótima atitude, ética no trabalho e está sempre em forma, sendo muito inteligente sobre o trabalho. Fico muito triste por ele não ser usado como deveria. | ” |

Ele também criticou a promoção Total Nonstop Action Wrestling, dizendo "Eu vi algumas cenas das lutas que parecem acidentes de carros, com A.J. Styles fazendo suas acrobacias. Aquilo não é luta profissional. Luta profissional é contar uma história." Em abril de 2006, Styles respondeu aos comentários de Batista, dizendo "Eu acho engraçado que um cara que lesiona suas costas fingindo uma queda me diz que eu não sei lutar."

## Problemas nos bastidores

### Incidente com Booker T
Os problemas de Batista continuaram nas gravações do comercial do pay-per-view SummerSlam de 2006. Foi noticiado que Batista havia participado de uma briga real com Booker T, com os dois trocando socos. O incidente foi reportado no WWE.com, com os dois contando seu lado da história. A briga é creditada pela ideia de que Batista considerava-se melhor que o resto do elenco devido a sua posição no alto da empresa e pela velocidade em que ali chegara. A luta teria acontecido por Booker ter falado o que achava sobre a atitude de Batista.

### Alegações de uso de esteroides
Em agosto de 2007, Batista foi acusado de usar esteroides anabolizantes após um artigo da ESPN expor nomes de lutadores clientes da Signature Pharmacy de Orlando, Flórida, uma das muitas farmácias sob investigação de venda ilegal de remédios. Batista negou as acusações, dizendo não ser sequer um cliente da Signature, afirmando ser regularmente testado pela WWE. A empresa suspendeu 10 lutadores citados na controvérsia. Batista, no entanto, não foi um deles.

## Vida pessoal
Batista foi casado com uma mulher chamada Glenda no início dos anos 90, e teve duas filhas com ela, Keilani (nascida em 1990) e Athena (nascida antes 1992) antes de se divorciar. Batista casou-se com sua segunda esposa, Angie, em 13 de outubro de 1998, divorciando-se em 2006. Aos 40 anos, Batista teve dois netos: Jacob e Aiden, filhos de Keilani, sua primeira filha. Durante seu casamento com Angie, Batista tornou-se um ávido colecionador de lancheiras. Sua favorita é uma lancheira de 1967, do Besouro Verde, com Bruce Lee estampado nela. Sua coleção começou quando ele comprou uma lancheira do ET para Angie. Batista revelou que ele e Angie haviam se separado na edição de agosto de 2006 da WWE Magazine. Ele revelou em sua autobiografia um relacionamento com Melina Perez após seu divórcio em 2006, que foi levado às telas no SmackDown! durante sua rivalidade com MNM. Batista também namorou a lutadora Kelly Kelly.
Em uma entrevista em setembro de 2009, Batista afirmou também ter namorado a lutadora Rosa Mendes. Em 7 de outubro de 2015, Batista casou-se pela terceira vez, agora com Sarah Jade.
Em outubro de 2007, sua autobiografia, Batista Unleashed, foi lançada. Em uma entrevista sobre o livro, Batista afirmou que não queria contar sua história, ao menos que fosse totalmente honesta. As citações ao lutador Chris Benoit foram quase totalmente removidas do livro após este ter assassinado sua esposa, seu filho e depois ter se suicidado. Segundo Batista, ele amava Benoit e o que ele tinha feito não o apagava de sua vida. Ele também afirmou que lutou para manter Benoit no livro.
Ele possui diversas tatuagens, um dragão chinês em suas costas, um kanji vermelho em seu bíceps com o significado de "Angel" em tributo a Angie, uma arte original, e um sol ao redor de seu umbigo. Ele também possui uma tatuagem que une a bandeira da Grécia e das Filipinas. Em 2009, Batista cobriu seus braços com tatuagens tribais e a frase "DC soldier".

## No wrestling
- Movimentos de finalização

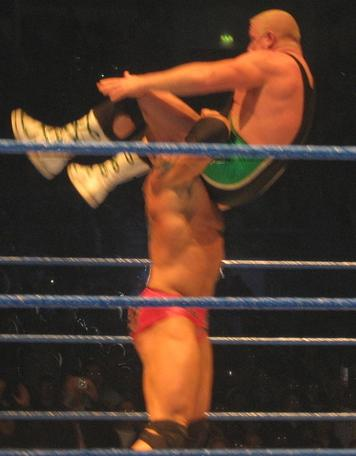
Batista aplicando uma Batista Bomb em Finlay.

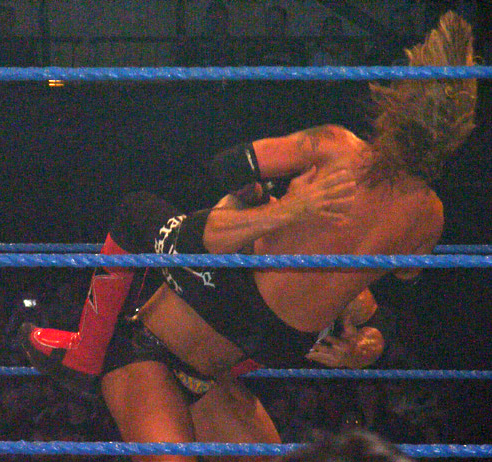
Batista aplicando um spinebuster em Edge.

  - Batista Bite (Combinação de Crossface / Scissored armbar)[153] - 2010
  - Batista Bomb[4] (WWE) / Demon Bomb[5] (OVW) (Sitout powerbomb)
- Movimentos secundários
  - Big boot[154]
  - Elevated single leg Boston crab[5] - como Leviathan
  - Combinação de Hammerlock / armbar[5]
  - Múltiplas variações de powerslams
    - Front[155]
    - Swinging side[155]
    - Vertical suplex[156]

  - Múltiplos turnbuckle thrusts
  - Running clothesline[5][157]
  - Shoulder block[155]
  - Spear[5][158][159]
  - Spinebuster[2][47][81]
  - Two-handed chokelift[5]
- Alcunhas
  - "The Animal"[4]
  - "Evolution's Animal"
- Managers
  - Synn[5]
  - Reverend D-Von[5]
  - Ric Flair[5]
  - Triple H[5]
- Temas de entrada
  - Ohio Valley Wrestling
    - "Voodoo" por Godsmack (enquanto parte de The Disciples of Synn; 2000-2002)[2]

  - World Wrestling Entertainment
    - "Eyes of Righteousness" por Jim Johnston (como Deacon Batista; usado enquanto dupla com Reverend D-Von; 2002)
    - "Animal" por Jim Johnston[160] (2002-2005)
    - "Evolve" por Jim Johnston (usado enquanto parte da Evolution; 2003)
    - "Line in the Sand" por Motörhead (usado enquanto parte da Evolution; 2003-2005)
    - "I Walk Alone" por Saliva[2] (2005-2010; 2013-2014; 2018-2019)

## Títulos e prêmios
- Ohio Valley Wrestling

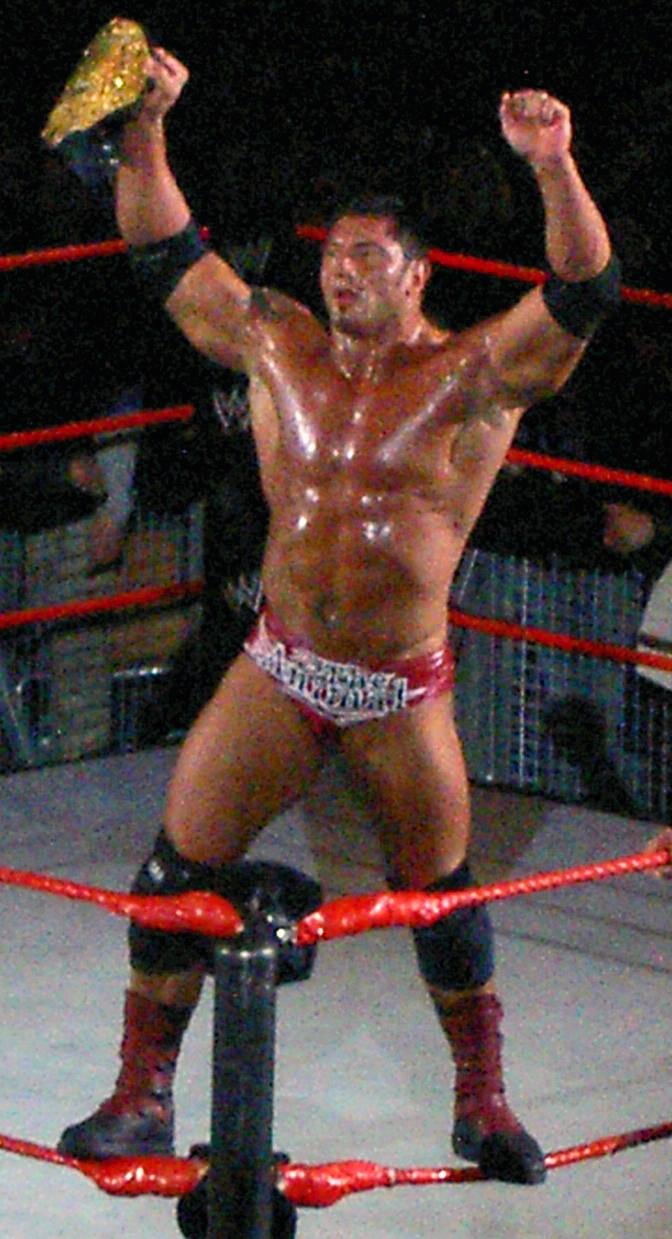
Batista como Campeão Mundial dos Pesos-Pesados em 2005.

  - OVW Heavyweight Championship (1 vez)[161]
- Pro Wrestling Illustrated
  - Maior Melhora do Ano (2005)[162]
  - Lutador do Ano (2005)[163]
  - PWI o colocou na #1ª posição dos 500 melhores lutadores individuais em 2005[164]
- World Wrestling Entertainment
  - World Heavyweight Championship (4 vezes)[165][166][167][168]
  - WWE Championship (2 vezes)[169][170]
  - World Tag Team Championship (3 vezes) - com Ric Flair (2) e John Cena (1)[29][32][171]
  - WWE Tag Team Championship (1 vez) - com Rey Mysterio[53]
  - Royal Rumble (2005, 2014)[4]
- Wrestling Observer Newsletter
  - Rivalidade do Ano (2005) vs. Triple H
  - Rivalidade do Ano (2007) vs. The Undertaker
  - Mais Superestimado (2006)